# III. Sándor pápa
III. Sándor (Siena, 1105 körül – Civita Castellana, 1181. augusztus 30.) uralkodói néven lépett fel a történelem 170. pápája. Sándor vitathatatlanul a 12. század legkiemelkedőbb és az egyháztörténelem egyik legjelentősebb pápaegyénisége. III. Sándor számos „rekordot” tart: az I. Adorján (772–795) és VI. Pius (1775–1799) közötti ezer esztendő során ő viselte a leghosszabb ideig a pápai hivatalt (22 év). Dekretáliái jelentősebben járultak hozzá a kánonjog fejlődéséhez, mint bármely más pápáé. Az ő pontifikátusa alatt lépett fel a legtöbb ellenpápa (szám szerint négy). Végül, de nem utolsósorban ő vívta a leghosszabb, legintenzívebb és talán legtöbb áldozatot követelő harcot a világi hatalommal. Legkiemelkedőbb kortársainak nagy részével (Abélard, I. Frigyes, Becket, II. Henrik, VII. Lajos, I. Mánuel, Bánfi Lukács stb.) közvetlen kapcsolatot ápolt.

## III. Sándor előélete, trónra lépése

### Sienától Rómáig
III. Sándor pápa életének mintegy első félszáz évéről igen kevés forrással rendelkezünk. Az elérhető dokumentumok zöme egytől egyig Boso bíboros (†1178) pápai történetíró Annales Romani című művére hivatkozik. Eszerint a pápa, eredeti nevén Rolando Bandinelli, egy feltörekvő polgári családban született Sienában, 1105 körül. Tanulmányait Párizsban és Bolognában végezte. Párizs a filozófiai alapozású teológiaoktatásnak volt a fellegvára, Bologna pedig a jog művelésében volt korának legelismertebb központja, amelyek közül elsőként a francia fővárosban tanult. Párizsban állítólag Petrus Lombardus (1100–1164) kurzustársa és nagy valószínűséggel Pierre Abélard tanítványa volt.
Bandinelli, miután befejezte tanulmányait, páviai kanonok, majd a jogtudományok professzora lesz Bolognában. Feltehetően itt írta szövegmagyarázatát Gratianus Decretumához és Sententiae című saját művét.
1153-ban III. Jenő pápa nevezte ki a Szent Márk-templom címzetes bíboros-presbiterévé és pápai kancellárrá. A beneventói konkordátum egyik tárgyaló fele és megalkotója volt.

### Diplomáciai kiküldetés
Rolando Bandinelli bíborosként a 12. század közepétől a Szentszék legbefolyásosabb főpapjainak egyike lett. Nevének szélesebb körű ismertségét a besançoni birodalmi gyűlésen alapozta meg. Miután sikerült megkötni a beneventói konkordátumot, IV. Adorján Bandinelli vezetésével 1157 októberében követeket menesztett a burgundiai Besançonba, hogy a birodalom honatyáit értesítse a kúria és a normannok békekötéséről. Adorján a delegációt egy pápai levéllel is ellátta. A levélben Eszkillusz, a dániai Lund érsekének (1138–1181) fogvatartása ellen tiltakozott az egyházfő. A dán főpapot azért vetették fogságba, mert bele akart avatkozni a birodalom északi tartományainak egyházi ügyeibe. Eszkillusz éppen Rómából tartott hazafelé, amikor Diedenhofen mellett elfogták. A pápai levélben IV. Adorján erélyesen hangsúlyozta, hogy Frigyes a koronát csupán benefíciumként birtokolja, és ha további jótéteményeket óhajt a Szentszéktől, akkor engedje szabadon a lundi érseket.
A latin nyelvű levelet Rainald von Dassell kancellár (†1167) fordította le németre, fölöttébb pontatlanul, mert az irományban többször is használt benefícium szót hűbérként értelmezte. Hogy a kancellár szándékosan követte-e el ezt az „apró” malőrt, vagy csupán a latintudása volt erősen kezdetleges, arról az egyháztörténeti szerzők sincsenek egységes véleményen, de a benefitia (jótétemény) és a homagium (hűségeskü) szavak nagyon nehezen keverhetők össze, tehát messze nem alaptalan az az elgondolás, hogy Dassell célja az volt, hogy nézeteltérést okozzon a pápa és a császár között. A levél felolvasása után hatalmas vita robbant ki, melynek vezéralakja egyházi oldalról Bandinelli, birodalmi részről pedig Dassell volt. A leendő III. Sándor pápát, aki harciasan, de mégis lelkiismeretesen védte az egyház érdekeit, ekkor ismerte meg a német uralkodói elit. A vita olyannyira kiéleződött, hogy semmiféle egyezség sem született, Bandinellit pedig társaival együtt hazaküldték. 
Frigyes császár tehát nyíltan a pápaság ellen fordult, ami tagadhatatlanul nagy bátorságra, de forrófejűségre is vall. Helyzete annyiból volt kecsegtetőbb, mint annak idején IV. Henriké, hogy fejedelmei szinte egy emberként mögé álltak. Bandinelli bíboros önhibáján kívül kudarcot vallott, de bátor besançoni fellépése megalapozta tekintélyét Európa-szerte.
1158-ban a pápa és a császár Augsburgban békét kötöttek, de az nem bizonyult másnak, mint rövid fegyverszünetnek, mert a roncagliai mezőn 1158 végén megtartott tanácskozáson Barbarossa felújította a császári jogokat, alkalmazta az invesztitúrát, és csúnyán semmibe vette a lombard városok kiváltságait. A császár kiközösítését kimondó bulla már elkészülőben volt, amikor IV. Adorján 1159. szeptember 1-jén elhunyt.
Szent Péter trónja tehát akkor ürült meg, amikor az egyház és a császárság viszonya régen nem látott mélypontra jutott. Rendkívül kényes, és fenyegető nemzetközi helyzetben kellett sorra kerülnie az 1159. évi konklávénak, mely a kúria akkori legjelentősebb bíborosát, az éles eszű jogászt és kancellárt, Adorján pápa régi bizalmasát, Rolando Bandinellit választotta Róma püspökévé.

### Az 1159-es kettős pápaválasztás
Az előzményekből sejthető, hogy a pápa megválasztásakor a bíborosok között is nagy lehetett a feszültség. A konklávé sürgősségében minden választásra jogosult egyet értett, így az Adorján pápa halála után néhány nappal le is zajlott. Meglepő módon a forrásként felhasznált művek szerzői (Battista Mondin, Harald Zimmermann, Gergely Jenő, Török József, Szántó Konrád, Chobot Ferenc stb.) egyáltalán nem jelölik meg a konklávé helyszínét. Egyedül Bodri Ferenc könyve utal arra, hogy a nagyon is jelentékeny 1159. évi pápaválasztásra Anagniban került sor.
A konklávé 1159. szeptember 7-én ment végbe. A szavazati joggal rendelkező húsz bíboros közül 14-en adták le voksukat Bandinelli kardinálisra, míg a fennmaradó hat főpap Ottaviano de Monticellót választotta egyházfővé. Hogy a bíborosok képtelenek voltak az egyhangú döntésre, az a testület belső megosztottságának tudható be, ami nem volt más, mint a római pápapárti (guelf) és császárpárti (ghibellin) nemesi pártok kollégiumon belüli leképződése. Nagyjából ugyanaz eshetett meg, mint 1130-ban, II. Ince pápa megválasztásakor, csak ezúttal sokkal kényesebb politikai légkörben. Állítólag amikor Bandinelli immár III. Sándorként éppen a bíborosok hódolatát fogadta, az ellenpárt, egyúttal a császárság jelöltje, Monticello bíboros-diakónus erőszakosan leszedte róla a pápai jelvényeket és a bíborpalástot, és gyorsan magára aggatta őket. A tettlegességig fajuló légkör diktálta nagy sietség miatt állítólag a palástot kifordítva öltötte magára, mire a helyiségben nagy hahotázás támadt. Az ellenpápa a IV. Viktor nevet vette fel. Az itáliai közhangulatnak köszönhetően egyik pápa sem tudott Rómában tábort ütni, így III. Sándort – a kétségkívül törvényes pápát – és kíséretét a Frangipani család párthívei az egyházi állam déli csücskében található Nimfa kastélyába vitték. Itt került sor a pápa felszentelésére és trónra emelésére, az erre jogosult ostiai bíboros-érsek közreműködésével. Ezzel egyidejűleg történt IV. Viktor pápává „avatása” is, a farfai apátságban, mindössze egy bíboros és néhány német püspök jelenlétében. Ezzel a skizma kezdetét vette.
Röviddel beiktatása után – immár Terracinából – Sándor pápa levelet intézett az éppen Lombardia földjén hadakozó Barbarossa Frigyeshez, hogy értesítse a kialakult helyzetről. A császár úgy gondolta, hogy szakadás esetén az ő hatáskörébe tartozik az egység helyreállításának keresztülvitele, ezért 1160 februárjában zsinatot hívott össze Páviába, melyre mindkét pápát maga elé idézte, mint Bandinelli és Monticello bíborosokat. III. Sándor azonban szilárdan ellenszegült az uralkodónak, és megüzente neki, hogy világi ember nem hívhat össze zsinatot, és nem vethet legitim pápát világi ítélőszék bíráskodása alá. Ekkor vette kezdetét az egyház és az állam második nagyszabású összeütközése (VII. Gergely és IV. Henrik után). A közel húsz évig elhúzódó, tisztán politikai jellegű küzdelem célkeresztjében az egyetemes hatalom megszerzése állt. A császár célja az volt, hogy birodalmát visszahelyezze a konstantini és a Nagy Károly-i idők ragyogásába. Ennek eléréséhez viszont vissza kellett szereznie a gregorián reformok folyamán elvesztett uralkodói jogokat és pozíciókat.
A páviai zsinat a meghirdetett időpontban összeült, de Sándor pápa természetesen távol maradt. Frigyes és a befolyása alatt álló zsinati atyák – többségében német főpapok, kiknek fülében a besançoni gyűlés óta a Bandinelli név igencsak negatívan csengett – IV. Viktort kiáltották ki legitim pápának, Sándort pedig Rolando kancellár néven kiátkozták. A kiközösítésre kiközösítés volt a válasz, ami a császárra és az ellenpápára irányult. A páviai zsinat törvényességét egyébként Európa-szerte megkérdőjelezték. 1160 őszén a többi ország képviselői Toulouse-ban tartottak zsinatot, ahol III. Sándort erősítették meg. Kialakultak tehát a frontvonalak. IV. Viktor jórészt csak a birodalomra támaszkodhatott, III. Sándor azonban magáénak vallhatta a franciák, az angolok, és a spanyolok támogatását. Érdemes megjegyezni, hogy egy 1160. február 12-én kelt páviai dokumentum szerint Magyarország akkor még Frigyes táborát erősítette, egy évvel később azonban, vélhetően a toulouse-i határozatok és Lukács esztergomi érsek (1158-1181) hatására, immár Sándor pápa táborában jelent meg.

## III. Sándor és Barbarossa Frigyes viszálya

### III. Sándor Franciaországban
Az 1160-as évek elején, amikor az imperium et sacerdotium konfliktusa kezdett kiszélesedni a Sándor-párti lombard városok és a német hódítók háborújává, a császár, illetve a pápa mögött felsorakozó politikai erők határozott körvonalat vettek fel. 1161-ben III. Sándor egy rövid időt székvárosában tölthetett, de nemsokára ismét el kellett hagynia Rómát, és újra Terracinába utazott. Mikor északon egyre nyilvánvalóbbá vált Barbarossa katonai fölénye, az egyházfő úgy döntött, hogy egy darabig a békésebb Franciaországba teszi át székhelyét. Az áttelepüléshez szükséges hajókat a normannok biztosították számára. Az átköltözés azonban nem ment zökkenőmentesen, mert az indulás előtt egy tomboló vihar tönkretette a flottát, így a főpapok csak 1161/1162 telén – Genova és Montpellier érintésével – utazhattak át Franciaországba. Mikor a pápa kikötött, hatalmas ünneplő tömeg fogadta. Nemzetközi tekintélyének elvitathatatlan voltát fényesen bizonyítja az a mozzanat, hogy megérkezésekor egy muzulmán követ is térdet hajtott előtte.
Miközben Sándor diadalmenetben bevonult VII. Lajos országába, az itáliai helyzet katasztrofálissá vált, ugyanis I. Frigyes 1162-ben megtámadta a lombard ellenállás tűzfészkének számító Milánót. Seregei kifosztották a várost, lerombolták védőfalait, megszüntették az önkormányzatot. A földdel egyenlővé tett nagyváros helyén négy kis falut alapítottak. Az aggasztó események hatására 1162-ben egész Lombardia kénytelen volt behódolni a császár előtt.
Ezzel párhuzamosan VII. Lajos francia király királytalálkozót hirdetett meg a Saône folyó partjára. Ennek célja az volt, hogy a két uralkodó (Lajos, Frigyes) és a két pápa együttes részvételével számolják fel a szakadást. Az ötlet ellen Sándor pápa hevesen tiltakozott, Barbarossa pedig finoman Lajos király értésére adta, hogy nem tartja valami sokra békeközvetítő képességeit. A találkozó tehát több okból is meghiúsult.
Időközben az éppen francia földön tartózkodó II. Henrik angol király, aki ekkor már komoly vitát folytatott Thomas Beckettel, tiszteletét tette a pápánál a déols-i kolostorban. A fényes körülmények között tartott találkozón Henrik nagyvonalúan kifejezte Sándor pápa iránti hűségét, és még a lábcsóktól sem riadt vissza.
Bár a kúria 1162 és 1165 között Sens városában működött, az egyházfő igen sokat utazgatott Franciaországon belül. 1163-ban VII. Lajos hívására felkereste egykori tanulmányainak színhelyét, Párizst. III. Sándor párizsi bevonulása szintén diadalmenetre emlékeztethet. VII. Lajos pazar körülmények közepette (lábcsók stb.) bizonyította az egyházfőnek, hogy mindvégig kitart mellette. A meghívás oka egyébként egy felkérés volt a pápa számára, mégpedig azért, hogy döntőbíráskodjon az egymással hadban álló angolok és franciák között. A békeközvetítést siker koronázta, amit a tours-i zsinaton (1163. május) szentesítettek. A zsinaton, ahol maga a pápa elnökölt, mind az angolok, mind a franciák egyöntetűen Sándor legitim pápasága mellett tettek hitet, valamint megerősítették Rainald von Dassell és IV. Viktor pápa exkommunikációját. III. Sándor politikai éleslátásából eredő következetességére vall, hogy Frigyes császár kiközösítését nem újította fel. A zsinat berekesztése után, II. Henrik és VII. Lajos egyaránt felajánlották a pápának, hogy tegye országuk valamelyikébe székhelyét.
Sajnos nem sokkal a minden szempontból sikeresnek nevezhető zsinat után, az 1164. évi clarendoni rendelkezések miatt Henrik király elhagyta a pápa táborát és Barbarossa mellé állt, akivel Rouenben szövetséget is kötött (1165). Az egyezséget házassággal is megpecsételték. Az angol király Matilda nevű lányát a császárság leghatalmasabb hűbéres fejedelméhez (Welf) Oroszlán Henrikhez (†1195) adta feleségül.
1164. április 20-án Luccában meghalt IV. Viktor ellenpápa. A trónbitorló halála kedvező alkalmat nyújthatott volna a skizma felszámolására, egyúttal a kúria és birodalom közeledésére, de Rainald von Dassell ismét lavinát görgetett a béke útjába. Guido, cremai püspök személyében újabb ellenpápát intronizáltatott III. Paszkál néven. Az új törvénytelen egyházfő beiktatása fölöttébb paraliturgikus keretek között ment végbe. A mind rituálisan, mind jogilag törvénytelen felszentelés miatt számos birodalmi püspök Dassellék ellen fordult, egyúttal csatlakozott az olasz városok pápapárti veronai szövetségéhez. A rebellis német főpapság élén Wittelsbach Konrád mainzi érsek állt, akit „pálfordulása” miatt a császár megfosztott hivatalától. Az 1160-as évek közepe felé a legitim egyházfő szempontjából – az angol támogatás elvesztésének dacára – sikeres időszak volt, mert mialatt néhány német püspök a császár ellen fordult, addig a római közállapotok is kedvező irányt vettek. A pártharcok kapcsán, 1165-ben egy pápapárti nemesi elit kezébe került az Örök Város irányítása. Róma élén megjelent egy új prefektus és egy megújult szenátus. Az új kormányzat megalapozta a pápa visszatérésének feltételeit, Róma tehát négy évnyi távollét után, hazahívhatta püspökét.

### Harc Rómáért

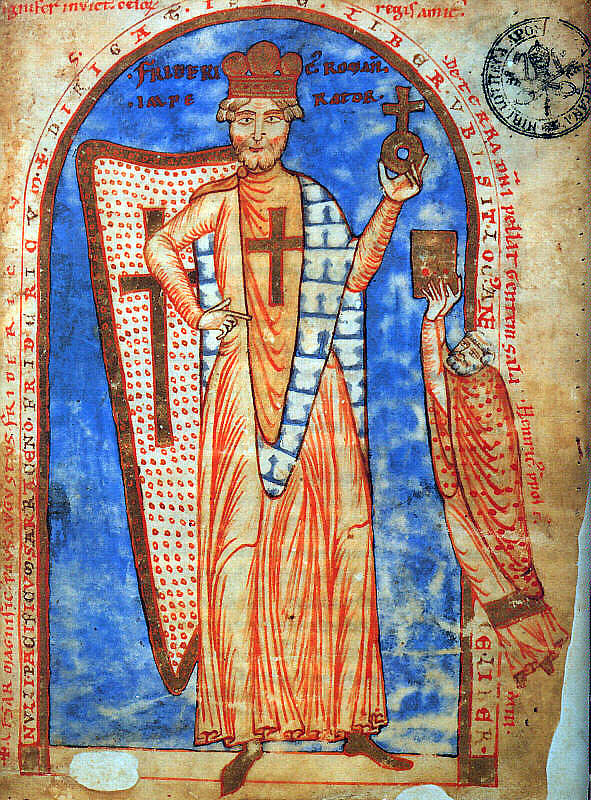
Barbarossa Frigyes (miniatúra, 1188)

1165-ben Sándor pápa egy rövid szicíliai kitérő után ismét Itália földjére léphetett, november folyamán pedig a megszokott fényűző keretek között bevonulhatott Rómába. Míg újra berendezkedett székhelyén, addig Barbarossa Frigyesnek belpolitikai zavargásokon kellett úrrá lennie, mert a würzburgi birodalmi gyűlés ülései meglehetősen feszült légkörben zajlottak le. A skizma ugyan még csak hat éve tartott, de a német püspökök zöme – von Dassell-el és egyre szűkülő támogatóival ellentétben – már az egyházszakadás ellen volt. Az 1160-as évek közepére a „feudális önkény” alatt álló lombard városok lerázták magukról a zsarnoki igát, Milánó pedig újjáépült. Frigyes helyzete tehát mind bel- és külpolitikailag nehezebbé vált. Nehézségeit csak fokozta I. Nagy Mánuel bizánci császár színre lépése, aki követei útján afelől puhatolózott a pápánál, hogy az hajlandó lenne-e római császárrá koronázni őt, a két egyház uniójáért és egy Stauf-ház (Hohenstaufok) elleni katonai akcióért cserében. Mánuel álma természetesen nem a realitás talaján állt, így semmi sem lett belőle, de ahhoz elég volt, hogy Barbarossánál „beteljen a pohár”.
I. Frigyes tehát 1166 őszén megindította immár negyedik itáliai hadjáratát. Brescia, Ferrara és Bologna bevétele után a normannokkal és Bizánccal egyaránt szövetkező Anconát is térdre kényszeríttette, kiűzvén onnan a bizánci őrséget. Ancona ostroma után a császári haderők Róma felé vették az irányt, majd 1167. május 29-én Tusculum mellett leverték az Örök Város fegyvereseit. Ezután Róma közelébe nyomultak, és nyolcnapi ostrom után – állítólag még a Szent Péter-bazilikát sem kímélve – elfoglalták Itália és az egyházi állam szívét. III. Sándor pozíciója ismét megingott, amit csak tetézett, hogy a lakosság Frigyes irányába kezdett hajolni, ő ugyanis megígérte a népnek, hogy támogatásuk fejében visszaszolgáltatja a hadizsákmányt és elengedi a hadifoglyokat. Sándor eleinte a Frangipani klán egyik várába húzódott vissza, majd Terracina és Gaeta érintésével a dél-itáliai normann királysághoz tartozó Beneventóba menekült.
Eközben Rómában ünnepélyesen beiktatták III. Paszkál ellenpápát, aki cserébe Frigyest, valamint nejét, Burgundiai Beatrixot ismét megkoronázta. Az uralkodó öröme azonban nem tartott sokáig, mert Rómában maláriajárvány ütötte fel a fejét,  ami több mint 2000 német hazafit (köztük katonák, püspökök, fejedelmek stb.) ragadott el, köztük Rainald von Dassellt is. A helyzet odáig fajult, hogy a császárnak megalázó módon álruhába öltözve kellett az Alpokon túlra sietnie.
Amíg a pápa Benevento városában székelt, Frigyes pedig „űzött vad” módjára menekült haza, addig Milánó és Cremona vezetésével életre hívták az ún. Lombard Ligát, a birodalomellenes, egyúttal pápapárti észak-olasz városok katonai szövetségét. A Liga vezetői Asti és Tortona között egy monumentális erődítményvárost építettek, amit III. Sándor tiszteletére Alessandriának neveztek el. A szövetség konzuljai hamarosan megjelentek a pápánál, és átadták neki új városuk kulcsait.

### A pápa győzelme
1168 szeptemberében meghalt III. Paszkál ellenpápa. A haláleset minden bizonnyal lehetővé tette volna, hogy Frigyes és Sándor békét kössenek, ráadásul Rainald von Dasselltől sem kellett már tartani, de az elhunyt ellenpápa maradék párthívei ismét egyházfőt választottak maguknak, a vitatott – állítólag magyar – származású Giovanni strumai apát személyében. Ő lett III. Kallixtusz, III. Sándor leghosszabb ideig helytálló, de talán legjelentéktelenebb vetélytársa.
Ekkorra már Frigyes – aki egyébként soha nem adta fel Itália és Szicília meghódításának tervét – kezdte belátni, hogy a pápaság ellen folytatott küzdelem felemészti erejét, tekintélyét és megköti a kezét, így gondolatai között szépen lassan helyet kapott a békekötés lehetősége. A hőn áhított béke érdekében 1170-ben Eberhard bambergi püspök vezetésével követeket küldött az immár Viterbóban tartózkodó pápához. Bár III. Sándor örömmel fogadta a követeket, és készségesnek mutatkozott a békére, a tárgyalások nem hoztak eredményt, mert a birodalom feltételei alapjaiban sértették az egyház érdekeit. A kudarcba fulladt tárgyalások hallatára Frigyes nagy haragra gerjedt és ismét támadó pozícióba helyezkedett. 1170 júniusában került sor a fuldai birodalmi gyűlésre, ahol a császár kijelentette, hogy soha sem fogja „Rolandót” törvényes pápaként elismerni, egyúttal III. Kallixtusz – akinek Itáliában alig voltak hívei – legitimitása mellett tett hitet.
A békét sejtető légkör tehát hamar szertefoszlott. A lombard városok az 1160-as évek közepétől kiindulva ismét önálló életet kezdtek élni, és ez a folyamat az 1170-es évek elején még nagyobb lendületet vett. Barbarossa Frigyes 1174-ben 8000 fős serege élén ötödszörre is betört Itáliába. A meglepően erős lombard csapatok és a német haderők hosszú ideig farkasszemet néztek egymással Alessandria váránál, de a hadiszerencse egyik félnek sem kedvezett. Nem maradt más hátra, mint fegyverszünet kötése, amire 1175-ben Montebello várában került sor. A jelek szerint Frigyes szilárdan hitt a fegyverszünet tartósságában, mert katonáinak nagy részét hazaengedte. Az ideiglenes béke azonban fölöttébb ingatag lábakon állt, így a császár kénytelen volt ismét támadásba lendülni. Mivel Montebello után seregének meghatározó részét elengedte, ezért gyorsan katonák után kellett néznie. E célból találkozott 1176 februárjában Chiavenna városában Oroszlán Henrik fejedelemmel. Az uralkodó jól tudta, hogy leghatalmasabb hűbéresétől sem tartományúri, sem hűbérúri jogon nem kérhet segítséget. A rafinált fejedelem átlátta Frigyes szorongatott helyzetét, amit ügyesen ki is használt, mert arcátlanul megzsarolta a császárt. Feltételei a következők voltak: ha megkapja a goslari és annak környékén lévő ezüstbányákat, akkor katonákat bocsát Frigyes rendelkezésére. Barbarossa ezen követelésnek nem engedhetett, mert az említett bányák voltak anyagi bázisának egyik legfőbb forrásai, így dühösen és csalódottan távozott Chiavennából. Oroszlán Henrik árulása egyébként a Stauf-Welf viszály újabb kiéleződéséhez vezetett Németországban.
Az uralkodó tehát aránylag kis létszámú sereg élén volt kénytelen a lombardok ellen vonulni. A fő összetűzésre 1176 májusában került sor, a Milánó melletti Legnanónál. Az itáliai katonai fölény nyilvánvaló volt. A hódítók esélyeit rontotta az is, hogy amikor a császár felbukott lovával, felröppent halálhíre. A birodalmiak tehát megalázó vereséget szenvedtek. Így lett 1176. május 29-e egy történelemformáló esemény dátuma, hiszen a középkor folyamán ekkor fordult elő először, hogy a polgárok legyőzték feudális urukat.
A csúfos vereség után Barbarossa Frigyes Páviába menekült. Ekkorra már fejedelmei is tudtára adták, hogy ha nem békél meg Itáliával és a pápával, akkor kihátrálnak mögüle. A büszke hohenstaufi végre felismerte, hogy veszített, egyúttal azt is jól tudta, hogy ebben a szituációban nem ő lesz az, aki diktálni fog, hanem a pápa és a lombardok. Páviából delegációt küldött Anagniba, III. Sándorhoz, hogy egy kilátásba helyezett békeszerződés előfeltételeit tető alá hozzák. 1176 késő őszén létrejött az anagni előszerződés, melyben a birodalom garantálta, hogy minden elhódított területe visszaad az egyházi államnak, a II. Ince pápa uralkodása idején érvényben lévő állapotok szerint. Az anagni szerződés szépséghibája mindössze annyi volt, hogy az azt megelőző tárgyalásokból kihagyták Lombardia képviselőit.
1176 végén III. Sándor ismét felkerekedett és elindult Velence felé. Kíséretében jelen volt Boso (Breakspeare) bíboros is, a neves történetíró. A pápa és kísérete Viestében szállt hajóra, majd Zára érintésével – ahol III. Béla magyar királlyal is találkozott – megérkezett a lagunák városába. Az ünnepélyes bevonulásra 1177. március 27-én került sor. A pápát Sebastian Ziani dózse és a pátriárka fogadta nagy tisztelettel. Míg az egyházfőt a csodálatos Rialto palotában szállásolták el, addig I. Frigyesnek a városon kívüli San Niccolò kolostor vendégszeretetével kellett beérnie.
A tavasz folyamán a császárt hat bíboros kereste fel, akik előtt meg kellett vallania bűnösségét, hogy feloldozást nyerjen a közel húsz éve kimondott egyházi átok alól. Pápai részről ez volt a békekötés előfeltétele.
Barbarossa 1177. július 27-én érkezett meg Velencébe. A dózse bárkájának igénybe vételével első útja a Szent Márk térre vezetett, ahol III. Sándor a trónusán ülve várta. Az addigi küzdelem két főszereplője a Besançon óta eltelt húsz év után ismét szemtől szembe láthatta egymást. A büszke császár a trónusában ülő pápa elé vonult, majd a krónikák vallomása szerint hasra feküdt előtte, és megcsókolta a lábát. A lábcsók előtt a következő kis incidens zajlott le közöttük: mielőtt Frigyes megcsókolta volna Sándor lábát, ezt suttogta neki: „Non tibi, Sed Petro” (Nem neked, hanem Péternek). Erre a pápa egyenesen az uralkodó nyakára lépett és így válaszolt: „Et mihi et Petro” (Nekem és Péternek). Mikor a császár feltápászkodott, Sándor pápa kitüntette a protokoll szerinti békecsókkal, majd egymással karöltve, a felszólaló „Te Deum” kíséretében bevonultak a székesegyházba. Az ünnepi szentmise után, immár a San Marco előtt Barbarossa ellátta a pápa (és lova) körüli marsalli szolgálatot, amitől 1155-ben Sutriban oly nagyon idegenkedett.
A béketárgyalás augusztus 1-jén zajlott le. A velencei béke megkötése a század egyik legjelentősebb politikai eseménye volt, így a lombard, a birodalmi stb., delegációkon kívül jelen volt többek között a magyar király és számos főpapja is.
A szekciókat III. Sándor nyitotta meg, majd Frigyes császár köszöntötte a jelenlévőket. A gyűléssorozat végeztével napvilágot látott a velencei békeszerződés, ami a következőket foglalta magában: Frigyes elismerte a pápa legitimitását és világuralmi helyzetét, a pápa szentesítette a Stauf-ház hatalmát, a lombardok és a németek hatévnyi fegyverszünetet kötöttek, a Patrimonium Petri pedig visszakapta elkobzott területeit, de a Matilda-féle birtokok jövedelmét 15 évre átengedte a császárnak stb.
Miután Sándor és Frigyes végre „örök” békét kötöttek, az utóbbi bukni hagyta ellenpápáját, akinek az egyházfő megkegyelmezett. A III. Sándor trónra kerülése óta, szünet nélkül tartó ádáz küzdelem, ezúttal lezárult. Ez volt a birodalom és az egyház második nagyszabású összeütközése, amiből ismét a római főpap került ki győztesen.
Barbarossa Frigyes 1178-ban hazatért Németországba, és belekezdett az áruló Oroszlán Henrik megbüntetésére irányuló terv részleteinek kidolgozásába. III. Sándor a császári seregek kíséretében az 1178. esztendő első hónapjaiban, 12 év kényszerű távollét után újfent elfoglalhatta helyét az Örök Városban.

## A III. lateráni zsinat

### A zsinat összehívása
Rómában III. Sándor pápa végre háttérbe tolhatta a politikai kérdéseket, és az egyetemes egyház belső bajainak orvoslásához láthatott. A zaklatott életű egyházfő – aki már jócskán 70 év felett járhatott – számára ez az időszak volt a diadal ideje. Gyakorlati bölcsességét mutatja, hogy a III. lateráni zsinat összehívását már a velencei béke megkötésekor kilátásba helyezte. Célja az volt, hogy maga köré gyűjtvén a keresztény világot törvényeket bocsásson ki a közel húsz évig tartó szakadás idején keletkezett nehézségek, az egyházfegyelem hiányosságai és az eretnekségek ellen.
„Az I. lateráni zsinat külső indítékát egyházpolitikai küzdelem, az invesztitúraharc szolgáltatta, a másodikét viszont egy skizma. A III. lateráni zsinat előtörténetében mindkét motívum felfedezhető.” – Hubert Jedin
Gondos előkészületek után a XI. Egyetemes Zsinatot 1179. március 5-én nyitották meg, több mint ezer résztvevő jelenlétében. A zsinati atyák közül több mint 300-an püspökök voltak, zömmel itáliaiak (124 fő), angolok, spanyolok, franciák, németek, írek, skótok, bizánci latin szertartásúak (8 fő) valamint dalmátok (5 fő). Hazánkat András kalocsa-bácsi érsek képviselte. A számos apáton túl követek útján majdnem minden király vagy fejedelem képviseltette magát.

### A zsinat határozatai
A III. Lateránum mindössze két hétig tartott, ami alatt három ülés megtartására került sor. Az ülésszakok lefolyásáról szinte alig maradt fenn használható dokumentum, így a tanácskozások részleteiről szinte semmit sem tudhatunk, csupán a „capituli”–nak nevezett, 27 cikkelyből álló összegzés ismert.
Az első két határozat a közelmúlt egyházszakadására reflektált. A zsinat elsőként mondta ki – okulva az 1159-es konklávé következményeiből – hogy az érvényes pápaválasztáshoz a bíborosok szavazatának 2/3-ad része szükséges. (Ez a rendelkezés napjainkban is érvényes, azzal a módosítással, hogy 2/3+1 szavazat a minimum). A pápaválasztás megreformálása sikeres döntésnek bizonyult, mert – egy III. Sándor korabeli jelentéktelen kivételtől eltekintve (III. Ince) – egészen 1378-ig nem volt ellenpápa.
A zsinat erős kézzel avatkozott bele a püspöki kinevezések területén uralkodó anarchikus állapotokba. Többek között kimondta, hogy püspök csak 30 év feletti, törvényes házasságból származó, nőtlen férfi lehet. Emellett bevezette a címre való felszentelés (titulus) szabályát, egyúttal kizárta a titulus nélküli felszentelések lehetőségét, könnyebbé téve ezzel a mindennapi papi munkát. A 17 éves skizma idején széles körben elterjedt a szimónia is, így a zsinat gátat szabott annak, mégpedig úgy, hogy megtiltotta az egyházi méltóságok (plébánosi, püspöki stb.) halmozását. Minderről a 10. fejezet, így rendelkezik:
„A szerzeteseket ne pénzért vegyék fel a monostorba. (…) Ha pedig valaki, miután onnan elküldték, pénzt ad visszafogadása érdekében, ne jusson el a szent rendekre. Az pedig, aki elfogadta, a hivatalával való megfosztással bűnhődjék.”
Ezen a szinóduson átkozták ki első ízben a dél-francia kathar (albigens) eretnekeket, és mindazokat, akik szállással kínálják őket vagy kereskednek velük.
A katharok mellett előtérbe kerültek a valdensek is, akik a század végére szintén jelentős eretnekcsoporttá lettek. A szinóduson megjelentek az akkor még csak kibontakozó eretnekség fő képviselői („lyoni szegények”), el akarták fogadtatni saját bibliafordításukat és prédikálási engedélyt kértek. Bár kéréseiket megtagadták, nem lettek kiközösítve.
A fentiek mellett a III. lateráni zsinat elrendelte, hogy minden székesegyház alkalmazzon egy tanítót a szegény klerikusok oktatására; kiközösítés fejében megtiltotta, hogy bárki is fegyvert vagy felszerelési anyagot juttasson a szaracénoknak; megtiltotta, hogy zsidók vagy arabok keresztény rabszolgát tartsanak stb.
Végül érdemes megemlíteni, hogy III. Sándor a zsinaton püspökké szentelt két angol és két skót klerikust, akik mindössze egy-egy lóval vagy gyalogszerrel érkeztek Rómába. A pápa ezzel kifejezte a „szent egyszerűség” iránti csodálatát, egyúttal utat mutatott a tiszta életre.
A III. Lateránum nem tartozik az egyháztörténelem legdominánsabb zsinatai közé, mindazonáltal megtisztította az egyházat az ellenpápák idejében ráragadt makuláktól, jelentős reformokat vitt végbe az egyházkormányzat terén, és végül, de nem utolsósorban mindmáig ékesen hirdeti III. Sándor Barbarossa Frigyes felett aratott diadalát.

## III. Sándor utolsó évei
1179-ben III. Sándor már húsz éve viselte a legfőbb egyházi hivatalt. A császár fölött aratott győzelem és a III. lateráni zsinat alaposan megnövelték az idős egyházfő tekintélyét. Erkölcsi nagyságát igazolja az is, hogy legyőzött ellenfeleivel nagyvonalúan bánt el. A Frigyes által bukni hagyott ellenpápát, III. Callixtust sem közösítette ki, hanem, elfogadván annak hódolatát, Benevento helytartójává nevezte ki.
Életének utolsó fontos politikai lépése az volt, hogy 1179-ben elsőként ismerte el a független Portugál Királyságot, élén I. Alfonz királlyal.
Sándor pápa méltán megérdemelte volna, hogy utolsó két évét nyugalomban tölthesse a Lateránban, de a római közállapotok továbbra sem voltak biztonságosak, az ellenzék Lando Frangipani – III. Callixtus egyik bíborosa – személyében újabb ellenpápát választott III. Ince néven. Bár ez a skizma csak 1179. október 20-án állt be, előszelei már a zsinat idején érezhetőek voltak, így III. Sándor már az év nyarán Róma elhagyására kényszerült. Ekkor még nem tudta, hogy soha többé nem láthatja viszont az Örök Várost. Száműzetését alázattal, de emelt fővel viselte. Amikor az ellenpápát párthívei elárulták és III. Sándor előtti behódolásra kényszerítették, az egyházfő nem közösítette ki, hanem bűnbánatra szólította fel, és a Salerno közelében lévő La Cava kolostorába küldte.
Utolsó két évét a pápai állam különböző városaiban töltötte. 1181. augusztus 30-án érte a halál Civita Castellanában. Az ellenpárt által feltüzelt római csőcselék még arra is képes volt, hogy megzavarja holttestének Lateránba szállítását. Ez a szomorú és hálátlan mozzanat, valamint az utolsó két évnyi kényszerű távollét egyértelműen rámutat a 170. pápa nagy gyöngeségére, mégpedig arra, hogy számos sikere ellenére sem tudott úrrá lenni a római közállapotokon. Ez a gyöngeség nem személyes tulajdonságaiból eredt, hanem abból a szomorú valóságból, hogy pápaságának 22 esztendeje alatt aránytalanul kevés időt tölthetett székhelyén, így ideje sem volt arra, hogy alaposan kiismerhesse a helyi erőviszonyokat.

## Tevékenysége

### Politika, államigazgatás
III. Sándor azon tipikus középkori pápák egyike, akik pontifikátusát elsősorban a politikai szerepvállalás jellemzi. Ha mérlegre tennénk közéleti és egyházi, dogmatikai tevékenységét, egyértelműen a fentebb részletezett politika serpenyője süllyedne le. Nála ez érthető is, hiszen a birodalom elleni – többnyire védekező – harc, a Becket-ügy, a méltatlan és megalázó utolsó két év alaposan leköthette energiáit.
Uralma a német történelemben is meghatározó: ekkoriban vett nagy lendületet a birodalom hercegségekre aprózódása. A pápa és a császár harca bizonyította be, hogy a birodalom immár nem képes az egész nyugati kereszténységet átfogóan reprezentálni. A római Szentszék a katolicizmus egyetlen és kizárólagos központjává vált, tehát. III. Sándor pontifikátusa az egyháztörténelem egyik mérföldköve.

## Az egyház szervezése
Bár energiáit főleg a politika kötötte le, számos jelentős egyházügyi reformot is bevezetett.
Dekretáliáiból 700 még ma is létezik. Ezeket Consulta Alexandri címen adták ki, egyúttal belevették a kánonjogba. Ezen gyűjtemény mondta ki először többek között azt, hogy világi személynek nem lehetnek templomai. A Consulta Alexandri miatt III. Sándort a „kánonjog atyjának” is nevezik. Fegyelmezett jogi és egyházkormányzati érdemeinek köszönhetően halála idejére kialakult a pápai tevékenységek sémája a középkor hátra lévő évszázadaira. Ő szabályozta és tette a pápa monopóliumává a szentté avatást, kiemelve azt a püspökök hatásköréből. Ő maga négy, rendkívül meghatározó középkori személyiséget kanonizált (Hitvalló Edward angol királyt, Clairvaux-i Szent Bernátot, Thomas Becketet és IV. Knut dán királyt).
Pontifikátusának bő két évtizedéből 179 levele maradt fenn (ez a 12. századi rekord). Leveleinek legkiemelkedőbb darabjai (Ex publico instrumento; Verum Post) a házasság szentségével foglalkoznak, hiszen Sándor pápa bontakoztatta ki a házasság feletti egyházi joghatóság elsődleges érvényesülését.
1163-ban megtiltotta, hogy a szerzetesek érvágással gyógyítsák a betegeket. Ezután ezt a borbélyok végezték.
„Élete nem hagyott semmi kívánnivalót, jóllehet nélkülözte a szentek egyszerűségét és lángolását. Személyiségét nem ismerjük, kivéve amire dekretálisaiból következtethetünk. Ellenben politikai és főleg intellektuális képességei vitathatatlanok.” (Török József)
A VII. Gergely (1073–1085) és III. Ince (1198–1216) közötti bő egy évszázad a gregoriánus reform „aranykora” volt. III. Sándor elvitathatatlan érdemeket szerzett abban, hogy Hildebrand eszméi III. Ince korára kiteljesedhessenek. Bár utódai (III. Lucius, III. Orbán, VIII. Gergely, III. Kelemen, III. Celesztin) gyönge és idős emberek voltak, az 1198 januárjában trónra lépett III. Ince megvalósította a pápaság régi és dédelgetett álmát, az egyetemes szupremáciát.

## Művei
- Documenta Catholica Omnia (latin nyelven). (Hozzáférés: 2011. december 6.)